# 中峠城
中峠城（なかびょうじょう）は、千葉県我孫子市中峠（下総国相馬郡）にあった日本の城。芝原城（しばはらじょう）ともいう。

## 概要

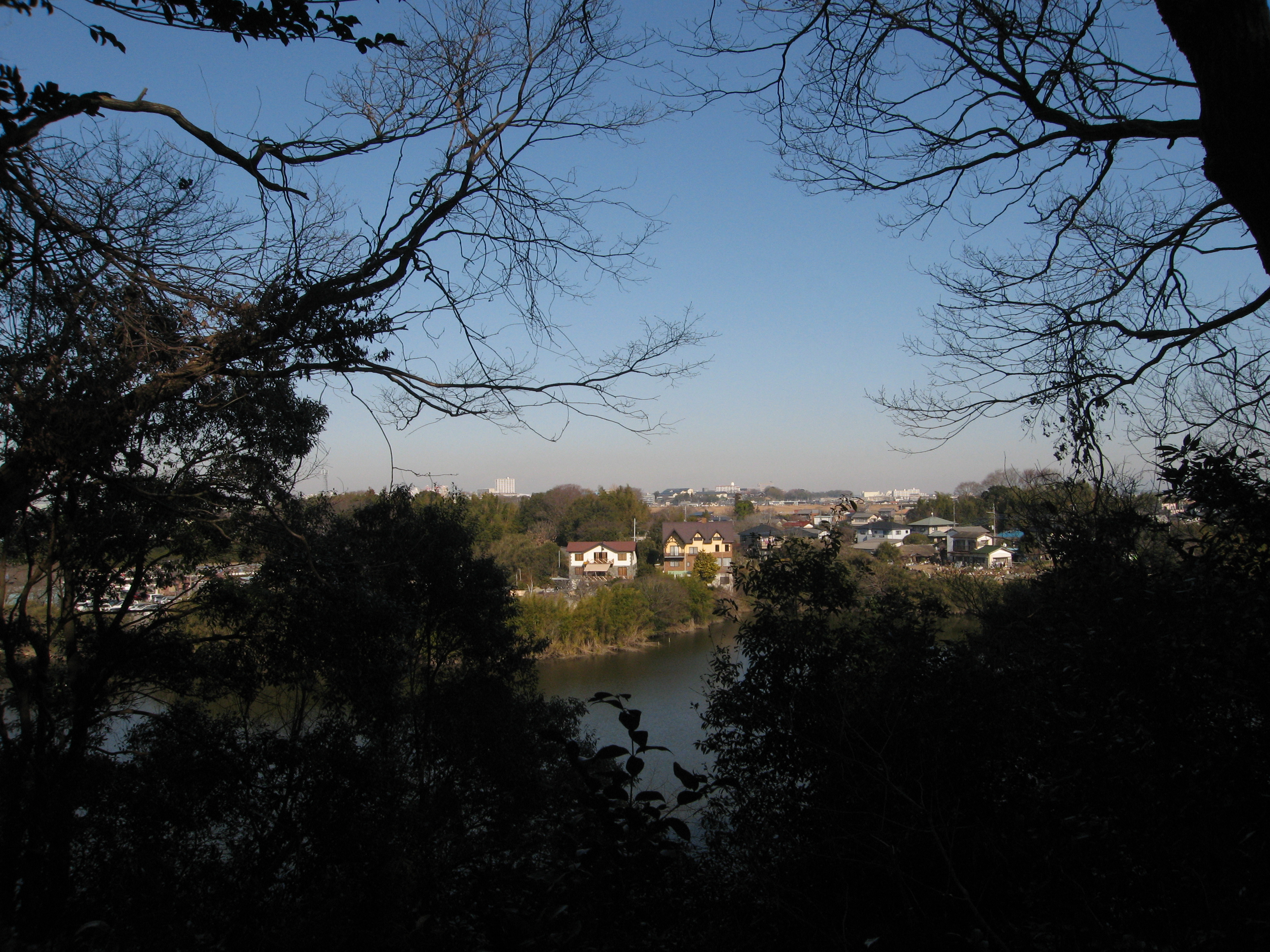
中峠城から見た古利根沼

北側に古利根沼を望む形で立地し、古河公方家臣から後北条氏の被官になった河村氏の居城であった。いつ、誰が築城したかについては未だに不明である。

## 歴史
『湖北村誌』によると、天文10年（1541年）に初代・河村出羽守勝融が中峠城に入り、天文15年（1546年）には第2代・河村修理之亮が城主になる。
永禄7年（1564年）には修理之亮が国府台で後北条氏に敗れて戦死し、河村氏は後北条氏の配下となる。第3代当主は河村山城守、第4代は出羽守で、天正18年（1590年）の小田原城征伐の際には小田原城中に詰めていたが、留守中に中峠城が陥落した。
その後、同年12月には小金城主の武田信吉が治め、文禄元年（1592年）には徳川家康の料地となり、名前が中峠村（又は芝原村）となった。

## 構造
南北380メートルを底辺とし、東西420メートルの不当辺三角形の範囲に建てられた。南北と西方に崖があり、東方は台地続きになっている。戦国時代当時は常陸川を挟んで柴崎城と対峙していて、その立地から見て軍事・経済の両方で関連していたことが明らかになっている。
特に中峠城は北と西が直接常陸川の水域に面していて、さらには南に谷津が入り、軍船が停留するのにはうってつけの場所であったと考えられている。さらには、土師器片や陶器片などが出土していて、南にも中世の物を多数出土している遺跡（鹿島前遺跡）があり、重要な地であったことが分かっている。

## 名称
中峠村が成立したのは江戸時代で、この城はそれ以前から「中峠の城」と呼ばれていたことがわかっている。
中峠という名前は一説には牓示（ぼうじ、荘園などの土地にたてる標識のこと）が由来しているといわれている。牓示は、「バウジ」、「ハウジ」と読まれていて、下総国では「ベウジ」、「ビャウジ」と転訛したといわれている。また、境界線の意味から、峠という字があてられていた地域もあったという。中世、所領の境界線、特に荘園の境界線を巡って訴訟が起きた際には、幕府にはそれを裁定する義務があり、そのさいの境界を設定するときに東西南北の中間に新たな牓示が打たれたり、改めて大きな牓示が打たれたりすることが多い。中峠とは、「中」（真ん中の、という意味）と「峠」（牓示のことを指していると考えられる）を組み合わせて真ん中の牓示を指していると考えられている。